# Antoine Chappey
Antoine Chappey (Parigi, 29 giugno 1960) è un attore francese.
Tra i film più famosi ai quali ha partecipato, notevole è À ce soir con Sophie Marceau, presentato nella sezione Un Certain Regard del Festival di Cannes 2004.

## Filmografia parziale
- Riens du tout, regia di Cédric Klapisch (1991)
- Le persone normali non hanno niente di eccezionale (Les gens normaux n'ont rien d'exceptionnel), regia di Laurence Ferreira Barbosa (1993)
- Le Péril jeune, regia di Cédric Klapisch (1994)
- Personne ne m'aime, regia di Marion Vernoux (1994)
- Aria di famiglia (Un air de famille), regia di Cédric Klapisch (1996)
- Ognuno cerca il suo gatto (Chacun cherche son chat), regia di Cédric Klapisch (1996)
- La lettera (La Lettre), regia di Manoel de Oliveira (1999)
- Le Bleu des villes, regia di Stéphane Brizé (1999)
- Selon Matthieu, regia di Xavier Beauvois (2000)
- Ritorno a casa (Je rentre à la maison), regia di Manoel de Oliveira (2001)
- CinquePerDue - Frammenti di vita amorosa (5x2), regia di François Ozon (2004)
- À ce soir, regia di Laure Duthilleul (2004)
- Le Petit Lieutenant, regia di Xavier Beauvois (2005)
- Days of Glory (Indigènes), regia di Rachid Bouchareb (2006)
- La Maison du bonheur, regia di Dany Boon (2006)
- Mauvaise foi, regia di Roschdy Zem (2006)
- Les Cowboys, regia di Thomas Bidegain (2016)
- C'est la vie - Prendila come viene (Le Sens de la fête), regia di Éric Toledano e Olivier Nakache (2017)
- Simone Veil - La donna del secolo (Simone, le voyage du siècle), regia di Olivier Dahan (2021)